# Bin El Widyene
Pour plus de détails, voir Fiche technique et Distribution.
Bin El Widyene (Par delà les rivières) est un film tunisien réalisé en 2006 par Khaled Barsaoui.

## Synopsis
Lors de la cérémonie de mariage forcé avec son cousin Ikbal, Aïcha fait volte-face et s'enfuit avec Mehdi, le jeune homme qu'elle aime. S'ensuit alors une course poursuite effrénée qui, en les conduisant sur les lieux de leurs souvenirs, les mènent jusqu'aux origines de leur déchirement.

## Fiche technique
- Réalisation : Khaled Barsaoui
- Musique : Rabii Zammouri
- Photographie : Belgacem Jelliti
- Montage : Arbi Ben Ali
- Son : Moez Cheikh
- Langue : arabe
- Format : couleur - 35 mm
- Genre : drame

## Distribution
- Ahmed Hafiane
- Nadia Boussetta
- Moez G'diri